# David M. Stewart
Pour les articles homonymes, voir David Stewart et Stewart.
David Macdonald Stewart, né le 16 septembre 1920 et décédé le 27 avril 1984 à Montréal, est un homme d'affaires et philanthrope montréalais. 

## Biographie
Il hérite de la compagnie familiale de tabac Macdonald Tobacco (en), fondée par William Christopher Macdonald. Il deviendra un important mécène canadien avec sa femme, Liliane Stewart, en utilisant l'argent de sa compagnie. 
Il a également été président de la société culturelle écossaise Société St. Andrew’s de Montréal de 1977 à 1979.
Il reçoit l'Ordre du Canada en 1977.

### Œuvre
Outre la création d'une fondation (histoire et patrimoine, santé et éducation), David M. Stewart fonde le Musée Stewart qui traite de l'histoire canadienne et le Musée des arts décoratifs de Montréal avec son importante collection d'objets art décoratif. Après sa mort, sa femme permet (en 2000) une donation exceptionnelle en transférant la collection du Musée des arts décoratifs au Musée des beaux-arts de Montréal. Le don de cette collection de plus de 5 000 objets (et estimée à 15 millions de dollars) est encore à ce jour un des dons les plus importants consentis à un musée au pays.
Il est aussi un membre actif de la Société d'archéologie et de numismatique de Montréal et un mécène important pour la rénovation du Château Ramezay de Montréal, notamment avec un ensemble de boiseries  lambrissés de panneaux d'acajou qui ornait un salon de l'hôtel O'Riordan à Nantes.

## Ouvrages
- The Century of Modern Design (trad. Un siècle de design) présenté par David A. Hanks, aux éditions Flammarion SA, Paris, 2010.

## Honneurs
- Doctorat honorifique en Droit civil de l’Université Acadia, 1978
- Doctorat honorifique en Histoire de l’Université Sainte-Anne, 1978
- Doctorat honorifique de l’Université McGill, 1978
- Doctorat honorifique en Administration de l’Université de Moncton , 1979
- Médaille d’Argent de la Ville de Paris, 1976
- Membre de l’Ordre du Canada, 1977
- Médaille de la ville de Paris (Échelon Vermeil), 1981
- Chevalier de la Légion d’Honneur de la République Française, 1984